# ヘヴィ・トラッシュ
ヘヴィ・トラッシュ（Heavy Trash）は、ニューヨークを拠点とするアメリカのロカビリー・バンドで、ジョン・スペンサー・ブルース・エクスプロージョンのジョン・スペンサーとマット・ヴェルタ・レイ（以前はニューヨークのバンドのマッダー・ローズとスピードボール・ベイビーに所属）によって結成された。
このバンドの音楽は、ロックンロール、ロカビリー、ブルース、オルタナティヴ・カントリー、ガレージロックやガレージ・パンクなど、さまざまなジャンルのミックスから生まれている。彼らは現在、イェップ・ロック・レコード (Yep Roc Records)、ブロンゼラート・レコード (Bronzerat Records)、クランチー・フロッグ・レコード (Crunchy Frog Records)と契約している。かつてカナダのバンドであるサッディーズ (The Sadies)と一緒に「ヘヴィ・トラッシュ・アンド・ザ・サッディーズ」の名前でツアーを行った。

## ディスコグラフィ

### スタジオ・アルバム
- 『ヘヴィ・トラッシュ』 - Heavy Trash (2005年)
- 『ゴーイング・ウェイ・アウト・ウィズ・ヘヴィ・トラッシュ』 - Going Way Out with Heavy Trash (2007年)
- Midnight Soul Serenade (2009年)